# Стадницька Михайлина Іванівна
Михайли́на Іва́нівна Стадницька (1907 , Конюша, Перемишльський повіт, Королівство Галичини та Володимирії, Австро-Угорщина  — невідомо ) — українська радянська діячка, селянка села Конюши (Конюхи) Перемишльського району Дрогобицької області. Депутат Верховної Ради УРСР 1-го скликання (з 1940 року) від Дрогобицької області.

## Біографія
Народилася 1907 року в бідній селянській родині в селі Конюши, тепер у складі Польщі. Батько помер, коли Михайлині було п'ять років.
З восьмирічного віку наймитувала у заможних селян та поміщиків. У 1928 році вийшла заміж за Михайла Стадницького, працювала у власному сільському господарстві.
З вересня 1939 року, після приєднання Західної України до СРСР, стала однією з активісток села Конюши Перемишльського району Дрогобицької області.
У жовтні 1939 року була обрана депутатом Народних Зборів Західної України.
24 березня 1940 року обраний депутатом Верховної Ради УРСР 1-го скликання по Перемишльському виборчому округу № 328 Дрогобичської області.
З 1940 по червень 1941 року — завідувач відділу соціального забезпечення виконавчого комітету Перемишльської районної ради депутатів трудящих Дрогобицької області.
Під час німецько-радянської війни перебувала з 1941 по 1944 рік в евакуації у місті Алма-Ата Казахської РСР, де працювала в артілі. У 1944 році повернулася в Дрогобицьку область.
З 1944 року — завідувач відділу соціального забезпечення і заступник голови виконавчого комітету Нижанковицької районної ради депутатів трудящих Дрогобицької області.